# Ligas autonómicas de hockey sobre patines 2018-19
Las Ligas autonómicas 2018-19 fueron una serie de competiciones que se desarrollaron en los niveles tercero, cuarto y quinto del campeonato español de hockey sobre patines, por debajo de los dos primeros niveles nacionales. Fueron organizadas por las distintas federaciones autonómicas de patinaje y coordinadas entre sí por la  Real Federación Española de Patinaje.
El tercer nivel es el sucesor de la antigua Segunda División española, posteriormente denominada Primera División B. A partir de esta temporada se crea la OK Liga Bronce en sustitución de las anteriores fases de ascenso, de forma que el tercer nivel queda dividido en una primera fase de la temporada compuesto por seis ligas de carácter autonómico o pluriautonómico, y una segunda fase en la que los equipos mejor clasificados disputan la OK Liga Bronce organizada por la federación española, la cual otorga los ascensos a la Primera División (segundo nivel del campeonato).
Los dos niveles restantes de las ligas autonómicas fueron organizados libremente por las respectivas federaciones autonómicas.

## Tercer nivel
El tercer nivel del campeonato español de hockey sobre patines está compuesto por seis ligas autonómicas agrupadas en tres sectores, ascendiendo directamente a Primera División el campeón del sector catalán, y pasando los mejores clasificados de las restantes ligas a disputar el ascenso mediante la OK Liga Bronceː
- Sector Cataluña: Liga Nacional Catalana.
- Sector Norte: Primera Autonómica de Asturias, Primera Autonómica de Galicia, y Liga Norte.
- Sector Sur: Primera Autonómica de Madrid, y Liga Sur.

### Liga Nacional Catalana.
Compuesta por 16 equipos divididos en dos grupos de 8, los 4 primeros de cada grupo disputan la fase de ascenso a la OK Liga Plata, clasificándose los 4 primeros de la fase para disputar un play off, ascendiendo el campeón de éste. Los 4 últimos de cada grupo disputan la fase de descenso a Primera División Catalana, cuarto nivel de campeonato, siendo entre dos y cinco las plazas de descenso, en función del número de equipos catalanes que desciendan desde la Primera División española.
El H.C. Sant Just se proclamó campeón tras disputar el play off, ascendiendo directamente a Primera División.
- Liga regular:

|  | Pos. | Equipo                  | Localidad            |
|  | 1.   | HC Sentmenat            | Senmanat             |
|  | 2.   | H.C. Piera              | Piera                |
|  | 3.   | Club Esportiu Noia B    | San Sadurní de Noya  |
|  | 4.   | Hoquei Club Sant Just   | San Justo Desvern    |
|  | 5.   | C.P.H. Olot             | Olot                 |
|  | 6.   | C.H. Caldes B           | Caldas de Montbui    |
|  | 7.   | GEIEG                   | Gerona               |
|  | 8.   | CH Cerdanyola           | Sardañola del Vallés |
|  | 9.   | Capellades H.C.         | Capellades           |
|  | 10.  | C.H. Vila-seca          | Vilaseca             |
|  | 11.  | C.P. Manlleu B          | Manlleu              |
|  | 12.  | Club Hoquei Ripollet    | Ripollet             |
|  | 13.  | SHUM Maçanet B          | Massanet de la Selva |
|  | 14.  | C.H. Juneda             | Juneda               |
|  | 15.  | Club Natació Reus Ploms | Reus                 |
|  | 16.  | C.P. Folgueroles        | Folgarolas           |

### Primera Autonómica de Asturias.
Compuesta por un grupo de 10 equipos, clasificándose los 3 primeros para disputar el grupo norte de la nueva OK Liga Bronce. No se producen descensos al no existir niveles inferiores en la comunidad asturiana.
La competición contó con la misma cifra de equipos que la temporada anterior, ya que no participaron los dos equipos del C.P. Mieres, ni el Gradohockey que pasó a la categoría de veteranos, ni el segundo equipo del Oviedo Booling Club; si bien el Asturhockey Club Patín que había descendido de la Primera División nacional mantuvo un segundo equipo en esta liga autonómica, mientras que el Club Patín Cuencas Mineras inscribió dos equipos por primera vez, y la A.D. Patinalón inscribió un segundo equipo.
El  Asturhockey Club Patín se proclamó campeón, clasificándose para la OK Liga Bronce, al igual que el Oviedo Booling Club y el Club Patín Areces, siguientes clasificados.
|  | Pos. | Equipo                     | Localidad    |
|  | 1.   | Asturhockey Club Patín     | Grado        |
|  | 2.   | Oviedo Booling Club        | Oviedo       |
|  | 3.   | Club Patín Areces          | Grado        |
|  | 4.   | Oviedo Roller H.C.         | Oviedo       |
|  | 5.   | C.D. Patinalón             | Langreo      |
|  | 6    | Gijón H.C.                 | Gijón        |
|  | 7.   | Club Patín Cuencas Mineras | Pola de Lena |
|  | 8.   | C.P. Cuencas Mineras B     | Pola de Lena |
|  | 9.   | A.D. Patinalón B           | Grado        |
|  | 10.  | Asturhockey Club Patín B   | Grado        |

### Primera Autonómica de Galicia.
Compuesta por un grupo de 12 equipos, clasificándose los 3 primeros para disputar el grupo norte de la nueva OK Liga Bronce. No se producen descensos al no existir niveles inferiores en la comunidad  gallega.
La competición contó con un equipos más que la temporada anterior, ya que no participaron el segundo equipo del C.H. Compostela; si bien el Hockey Club Liceo que había ascendido a su segundo equipo a la Primera División nacional mantuvo un tercer equipo en esta liga autonómica, mientras que el A.C. Órdenes regresó a la competición sénior, y  el C.A.A. Dominicos inscribió un segundo equipo.
El C.A.A. Dominicos se proclamó campeón, clasificándose para la OK Liga Bronce, al igual que el Club Compañía de María y el Escola Lubians, siguientes clasificados.
|  | Pos. | Equipo                 | Localidad              |
|  | 1.   | C.A.A. Dominicos       | La Coruña              |
|  | 2.   | C. Compañía de María   | La Coruña              |
|  | 3.   | Escola Lubians         | Carballo               |
|  | 4.   | C.H. Compostela        | Santiago de Compostela |
|  | 5.   | A.C. Órdenes           | Órdenes                |
|  | 6.   | Hockey Club Liceo C    | La Coruña              |
|  | 7.   | C. Compañía de María B | La Coruña              |
|  | 8.   | H.C. Borbolla          | La Coruña              |
|  | 9.   | H.C. Raxoi             | Santiago de Compostela |
|  | 10.  | C.A.A. Dominicos B     | Santiago de Compostela |
|  | 11.  | Traviesas H.C.         | Vigo                   |
|  | 12.  | H.C. Borbolla B        | La Coruña              |

### Liga Norte.
Compuesta por 16 equipos divididos en dos grupos de 8 equipos cada uno, procedentes de varias comunidades autónomas del norte de España: 8 del País Vasco, 3 de Navarra, 2 de Castilla y León, 2 de Cantabria, y 1 de Aragón. Se clasifican los 2 primeros de cada grupo de la fase regular para disputar un play off, accediendo dos primeros de este al grupo norte de la nueva OK Liga Bronce. No se producen descensos al no existir niveles inferiores en estas comunidades autónomas.
Respecto a la temporada aumenta la participación con dos equipos más, al inscribirse por primera vez la S.D. Lagunak en categoría sénior. El Real Club Jolaseta había descendido de Primera División, pero procedió a mantener también a su segundo equipo en la Liga Norte esta temporada.
El Real Club Jolaseta se proclamó campeón tras disputar el play off, clasificándose para la OK Liga Bronce junto al subcampeón Iruña Hockey.
- Liga regular:

|  | Pos. | Equipo                  | Localidad |
|  | 1.   | Real Club Jolaseta      | Guecho    |
|  | 2.   | U.D. Loyola Indautxu    | Bilbao    |
|  | 3.   | C.P. Burgos             | Burgos    |
|  | 4.   | Club Deportivo Urdaneta | Lujua     |
|  | 5.   | Alcañiz C.P.            | Alcañiz   |
|  | 6.   | Club Deportivo Aurrera  | Vitoria   |
|  | 7.   | Real Sociedad de Tenis  | Santander |
|  | 8.   | Laguna Negra H.C.       | Soria     |

|  | Pos. | Equipo                     | Localidad     |
|  | 1.   | Iruña Hockey               | Pamplona      |
|  | 2.   | Gurutzeta Patin Taldea     | Baracaldo     |
|  | 3.   | Club Deportivo Oberena     | Pamplona      |
|  | 4.   | Santutxu Hockey Taldea     | Bilbao        |
|  | 5.   | C.D. Mundaiz               | San Sebastián |
|  | 6.   | Sociedad Deportiva Lagunak | Barañáin      |
|  | 7.   | Real Club Jolaseta B       | Guecho        |
|  | 8.   | Laredo C.H.                | Laredo        |

### Primera Autonómica de Madrid.
Compuesta por 11 equipos divididos en dos grupos de 6 y 5 equipos cada uno, todos de la Comunidad de Madrid. Se clasifican los cuatro primeros de cada grupo para disputar los Play-off, cuyo ganador se proclama campeón y se clasifica para la OK Liga Bronce, junto a los tres siguientes mejores clasificados. Aunque los tres equipos restantes disputaron una fase de descenso, no se produjo ninguno y se volvió a permitir que los clubes decidieran por libre inscripción militar la siguiente temporada en esta categoría.
Respecto a la temporada anterior hubo un participante más, ya que se reincorporó el C.P. Rivas Las Lagunas, descendido de Primera División.
El Tres Cantos Patín Club se proclamó campeón tras disputar los Play-off, clasificándose para la para la OK Liga Bronce, al igual que el C.P. Rivas las Lagunas, el C.P. Las Rozas y el Club Patín Alcorcón, siguientes clasificados.
- Liga regular:

|  | Pos. | Equipo                   | Localidad         |
|  | 1.   | C.D. Sta. Mª del Pilar   | Madrid            |
|  | 2.   | C.P. Rivas las Lagunas   | Rivas-Vaciamadrid |
|  | 3.   | Tres Cantos Patín Club   | Tres Cantos       |
|  | 4.   | Colegio Alameda de Osuna | Madrid            |
|  | 5.   | Club Patinaje Coslada    | Coslada           |
|  | 6.   | Club Patín Alcalá Hockey | Alcalá de Henares |

|  | Pos. | Equipo                   | Localidad           |
|  | 1.   | C.P. Las Rozas           | Las Rozas de Madrid |
|  | 2.   | Club Patín Alcorcón      | Alcorcón            |
|  | 3.   | Colegio Virgen de Europa | Boadilla del Monte  |
|  | 4.   | Club Patín Alcobendas B  | Alcobendas          |
|  | 5.   | C.H.P. Aluche            | Aluche              |

### Liga Sur.
Compuesta por un grupo de 7 equipos, 4 de Andalucía, 2 de la Comunidad Valenciana y 1 de Extremadura, clasificándose los 4 primeros para disputar el grupo sur  de la nueva OK Liga Bronce. No se producen descensos ya que los clubes deciden por libre inscripción militar en esta categoría.
Esta temporada se mantuvo la misma cantidad de equipos que la temporada anterior. Tras el ascenso a  la OK Liga Plata del C.P.P. Raspeig, se incorporó el Hockey Club Concentaina, que hasta la temporada anterior había disputado la Liga Autonómica de la Comunidad Valenciana. 	
El Hockey Club Concentaina  se proclamó campeón tras disputar la liga regular, clasificándose para la OK Liga Bronce junto al C.H. Burguillos, al C.H.P. Cájar Granada y al Club Patín Irlandesas, aunque este último renunció a participar.
|  | Pos. | Equipo                  | Localidad            |
|  | 1.   | Hockey Club Concentaina | Concentaina          |
|  | 2.   | C.H. Burguillos         | Burguillos del Cerro |
|  | 3.   | C.H.P. Cájar Granada    | Cájar                |
|  | 4.   | Club Patín Irlandesas   | Sevilla              |
|  | 5.   | C.P. Muro               | Muro de Alcoy        |
|  | 6.   | Club Patín Claret       | Sevilla              |
|  | 7.   | C.P. Alhambra Cájar     | La Zubia             |

## Cuarto nivel
El cuarto nivel del campeonato español de hockey sobre patines está compuesto por cuatro ligas autonómicas organizadas por sus respectivas federaciones regionales, decidiendo cada una de ellas si existe sistema de ascensos y descensos respecto a los otros niveles de la competición.

### Primera División Catalana.
Compuesta por 32 equipos divididos en dos grupos, todos ellos de Cataluña, excepto el único club existente en el Principado de Andorra, el cual disputa habitualmente las competiciones catalanas. Ascienden a la Liga Nacional Catalana los dos campeones de grupo, mientras que los clasificados entre el segundo y el quinto lugar disputan un play off para obtener las otras plaza de ascenso. Los tres últimos clasificados de cada grupo descienden a la Segunda División Catalana, mientras que los clasificados en decimotercer lugar disputan una fase de promoción frente a equipos procedentes de la categoría inferior.
Resultaron campeones, ascendiendo automáticamente, el Club Patí Voltregà B y el C.P. Congrés. En la fase de ascenso, obtuvieron su plaza el H.P. Tona y el Fútbol Club Barcelona C.
|  | Pos. | Equipo                    | Localidad               |
|  | 1.   | Club Patí Voltregà B      | S. Hipólito de Voltregá |
|  | 2.   | HC Sentmenat B            | Senmanat                |
|  | 3.   | H.P. Tona                 | Tona                    |
|  | 4.   | Club Patí Roda            | Roda de Ter             |
|  | 5.   | CE Arenys de Munt B       | Arenys de Munt          |
|  | 6.   | Foment Dep. Cassanenc     | Cassá de la Selva       |
|  | 7.   | Club Patí Vic B           | Vich                    |
|  | 8.   | H.C. Ripoll               | Ripoll                  |
|  | 9.   | Club Hoquei Lloret B      | Lloret de Mar           |
|  | 10.  | Club Patí Jonquerenc      | La Junquera             |
|  | 11.  | GEIEG B                   | Gerona                  |
|  | 12.  | C.H.P. Bigues i Riells    | Bigas                   |
|  | 13.  | Club Hoquei Palafrugell B | Palafrugell             |
|  | 14.  | Club Hoquei Arenys de Mar | Arenys de Mar           |
|  | 15.  | Hoquei Club Castellar     | Castellar del Vallés    |
|  | 16.  | Club Patí Tordera B       | Tordera                 |

|  | Pos. | Equipo                       | Localidad                  |
|  | 1.   | C.P. Congrés                 | Barcelona                  |
|  | 2.   | Fútbol Club Barcelona C      | Barcelona                  |
|  | 3.   | Seccions Deportives Espanyol | Barcelona                  |
|  | 4.   | Club Patí Sitges             | Sitges                     |
|  | 5.   | CE Vendrell B                | El Vendrell                |
|  | 6.   | Reus Deportiu B              | Reus                       |
|  | 7.   | Andorra Hoquei Club          | Andorra la Vieja           |
|  | 8.   | CE Lleida Llista Blava B     | Lérida                     |
|  | 9.   | C.H. Santa Perpètua          | Sta. Perpetua de Moguda    |
|  | 10.  | Igualada Hoquei Club B       | Igualada                   |
|  | 11.  | Club Patí Bell-lloc          | Bell Lloch                 |
|  | 12.  | P.H.C. Sant Cugat B          | San Cugat del Vallés       |
|  | 13.  | Club Patí Monjos             | Sta. Margarita y Monjós    |
|  | 14.  | C.H. Vila-seca B             | Vilaseca                   |
|  | 15.  | Hoquei Club Montbui          | Santa Margarita de Montbuy |
|  | 16.  | Futbol Club Martinenc        | Barcelona                  |

### Segunda Autonómica de Madrid.
Compuesta por un grupo de 8 equipos, todos ellos de la Comunidad de Madrid. No se producen ascensos al tratarse de categorías de libre inscripción, ni descensos al ser este el nivel más bajo en esta comunidad.
Respecto a la temporada anterior hubo un participante más, ya que se inscribieron el Colegio Aldovea, así como los segundos equipos del Club Patín Alcorcón y del C.H.P. Aluche, aunque causó baja el segundo equipo del Club Patín Alcalá.
Resultó campeón el equipo filial del Club Patín Alcorcón.
|  | Pos. | Equipo                            | Localidad   |
|  | 1.   | Club Patín Alcorcón B             | Alcorcón    |
|  | 2.   | C.D. Sta. Mª del Pilar B          | Madrid      |
|  | 3.   | Club Patín Alcobendas C           | Alcobendas  |
|  | 4.   | Club Patinaje Coslada B           | Coslada     |
|  | 5.   | C.D. Gredos San Diego             | Madrid      |
|  | 6.   | C.D.E. Hockey Patines Majadahonda | Majadahonda |
|  | 7.   | C.H.P. Aluche B                   | Aluche      |
|  | 8.   | Colegio Aldovea                   | La Moraleja |

### Liga Autonómica de Andalucía.
Compuesta por un grupo de 5 equipos, todos ellos de Andalucía. Se disputan dos torneos distintos a lo largo de la temporadaː apertura y clausura. No se producen ascensos al tratarse de categorías de libre inscripción, ni descensos al ser este el nivel más bajo en esta comunidad.
Resultaron campeones el C.H.P. Cájar Granada B y el C.P. Alhambra Cájar.
|  | Pos. | Equipo                    | Localidad |
|  | 1.   | C.H.P. Cájar Granada B    | Cájar     |
|  | 2.   | Club Deportivo Italicense | Sevilla   |
|  | 3.   | Club Patín Irlandesas     | Sevilla   |
|  | 4.   | C.H.P. Cájar Granada A    | Cájar     |
|  | 5.   | C.P. Alhambra Cájar       | La Zubia  |

|  | Pos. | Equipo                    | Localidad |
|  | 1.   | C.P. Alhambra Cájar       | La Zubia  |
|  | 2.   | C.H.P. Cájar Granada B    | Cájar     |
|  | 3.   | Club Patín Irlandesas     | Sevilla   |
|  | 4.   | Club Deportivo Italicense | Sevilla   |
|  | 5.   | C.P. Claret               | Sevilla   |

### Liga Autonómica de la Comunidad Valenciana.
Compuesta por un grupo de 7 equipos, todos ellos de la Comunidad Valenciana, excepto un equipo de la Región de Murcia. No se producen ascensos al tratarse de categorías de libre inscripción, ni descensos al ser este el nivel más bajo en esta comunidad.
Respecto a la temporada anterior se redujo en tres el número de participantes, tras abandonar la categoría sénior el Floreal Hockey Club para pasar a la de veteranos, y al no inscribirse ni el Hockey Club Villena, ni el tercer equipo del C.P.P. Raspeig.
Resultó campeón el C.P.H. Ciudad de Murcia, el único participante no valenciano.
|  | Pos. | Equipo                  | Localidad               |
|  | 1.   | C.P.H. Ciudad de Murcia | Murcia                  |
|  | 2.   | Patín Alcodiam B        | Alcoy                   |
|  | 3.   | C.P. Muro B             | Muro de Alcoy           |
|  | 4.   | C.P.P. Raspeig B        | San Vicente del Raspeig |
|  | 5.   | Autentic Sedaví H.C.    | Sedaví                  |
|  | 6.   | Hockey Club Concentaina | Concentaina             |
|  | 7.   | Gandía Hockey Club      | Gandía                  |

## Quinto nivel
El quinto nivel del campeonato español de hockey se disputa únicamente en Cataluña, al ser esta la única comunidad que cuenta con clubes suficientes para organizar una tercera categoría autonómica.

### Segunda División Catalana.
Compuesta por 71 equipos divididos en cinco grupos, todos ellos de Cataluña. Ascienden a la Primera División Catalana los cinco campeones de grupo, mientras que dos siguientes mejores clasificados diputan disputan una promoción de ascenso frente a los peores clasificados de la categoría superior. No se producen descensos al tratarse de la última categoría que se disputa en esta comunidad.

## Clubes participantes en categorías inferiores
Otros clubes que no compitieron en categoría masculina sénior durante la temporada 2018-19, pero que sí lo hicieron en otras categorías masculinas inferiores, o en categorías femeninas o de veteranos:
- Andalucía: C.P. Los Boliches (Fuengirola), C.D. Praderas de Santa Clara (Sevilla), Colegio Tabladilla (Sevilla), Colegio Adharaz (Espartinas).
- Asturias: Centro Asturiano (Oviedo), C.P. La Corredoria (Oviedo), Club Patín Mieres (Mieres), C.P. El Pilar (Pola de Lena), Gradohockey (Grado), C.P. Amigos del Cibeles (Pola de Lena).
- Baleares:  Espanya Hoquei Club (Palma de Mallorca).
- Canarias: Meraki Patín Club (Telde).
- Cantabria: Club Deportivo Voto (Voto).
- Castilla-La Mancha: Club Deportivo Hockey El Casar (El Casar).
- Castilla y León: Club Deportivo Vettonia Hockey (Ávila), Asociación Patinaje Global Bierzo (Ponferrada), Salamanca Hockey Club (Salamanca).
- Extremadura: Zafra Hockey Club (Zafra).
- Galicia: Hockey Club Cambre (Cambre), Hockey Club Riazor (La Coruña), Asociación Deportiva Club Obradoiro (La Coruña), Club Hockey Oleiros (Oleiros),  Hockey Club Cies (Vigo), Club Patín Oroso (Oroso), C. Compañía de María Ferrol (Ferrol), Diver Patín CD (Santiago de Compostela), S.D.C. Santa María del Mar (La Coruña), Noia Hockey Club (Noya), Hockey Club As Pontes (Puentes de García Rodríguez).
- Comunidad de Madrid: C.P.A. Boadilla del Monte (Boadilla del Monte), Colegio Santa María La Blanca (Madrid), Colegio Luyfe Rivas (Rivas-Vaciamadrid), C.D. Retamar (Pozuelo de Alarcón), Club Doctor Patín (Coslada), Patinkid (Madrid).
- Murciaː C.P.H. Totana (Totana).
- Navarra: Unión Deportiva y Cultural Rochapea (Pamplona), San Fermín Ikastola (Cizur Menor), Tudela Hockey Club (Tudela).
- Comunidad Valenciana: Club Patí Xábia (Jávea), Club Hoquei Banyeres (Bañeres de Mariola), Hockey Club Villena (Villena), Floreal Hockey Club (San Vicente del Raspeig).